# Girardinini
Girardinini es una tribu de peces de agua dulce perteneciente a la familia poecílidos, distribuidos por ríos de América Central.

## Géneros
Tiene los siguientes géneros:
- Carlhubbsia Whitley, 1951
- Girardinus Poey, 1854
- Quintana Hubbs, 1934